# Human Assets Index
Der menschliche Vermögensindex, oder Human Assets Index (kurz: HAI) ist ein sozioökonomischer Indikator und gibt Auskunft über Ernährung, Gesundheit, Kindersterblichkeit, Ausbildungsstruktur und Alphabetisierungsrate der Bevölkerung eines Landes.
Verwendet wird er unter anderem zur Definition der am wenigsten entwickelten Länder (englisch Least Developed Countries, kurz LDC).